# Quartier de la Daurade
Pour les articles homonymes, voir Daurade.
La Daurade est un quartier de la ville de Toulouse, situé dans le centre-ville, aux abords de la Garonne.
C'est un endroit privilégié des promeneurs et touristes qui profitent notamment de la restauration et de la proximité du fleuve.

## Histoire

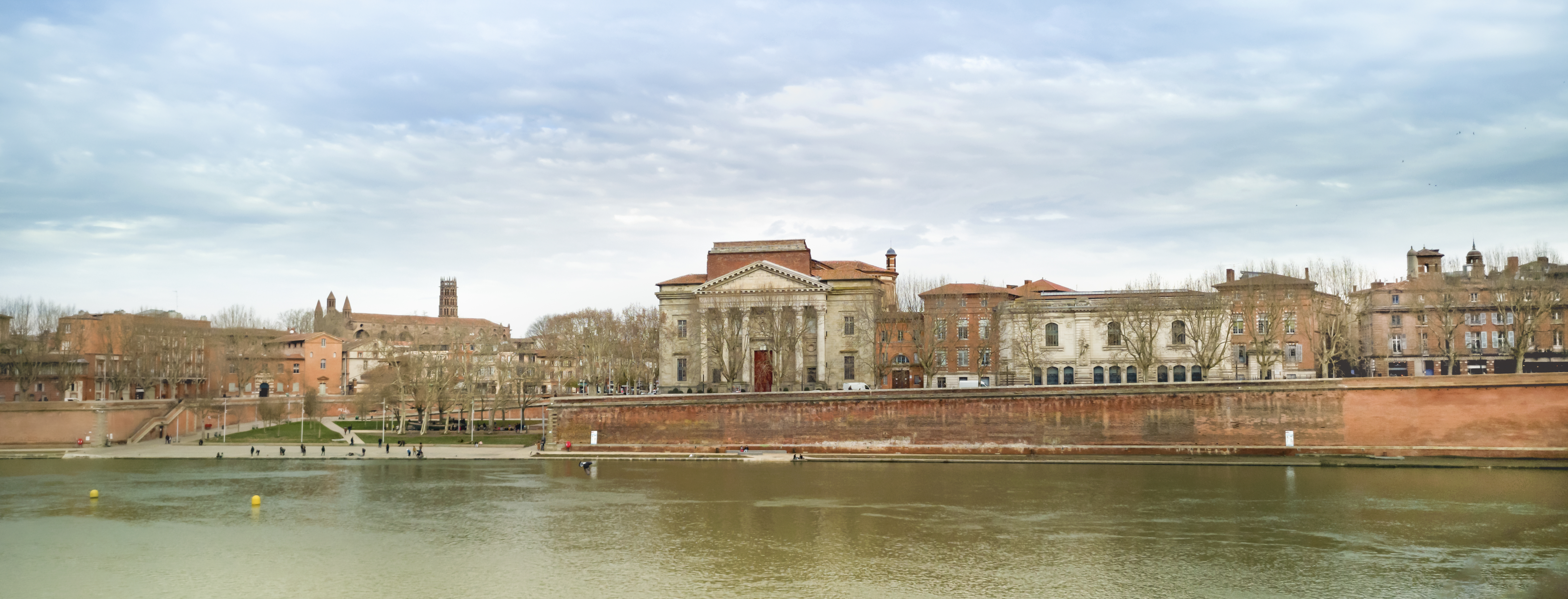
Le quartier vue de la Garonne.

C'était un des huit capitoulats. Ses couleurs étaient le vert et blanc.
La rénovation de la place s'est effectuée au début de l'année 2016 dans le cadre de la rénovation et de la piétonisation successive du centre ville toulousain entamé sous le mandat de Pierre Cohen et poursuivi par Jean-Luc Moudenc. La surface a été aplanie et du gazon neuf a été rajouté permettant aux familles de venir profiter du soleil en été en jouant à la balle ou en pique-niquant.

## Monuments
- Basilique de la Daurade

Elle est connue à sa fondation pour ses dorures aujourd'hui disparues ; celles-ci sont à l'origine du nom de la basilique et, par extension, du quartier. L'école des Beaux Arts lui est attenante.

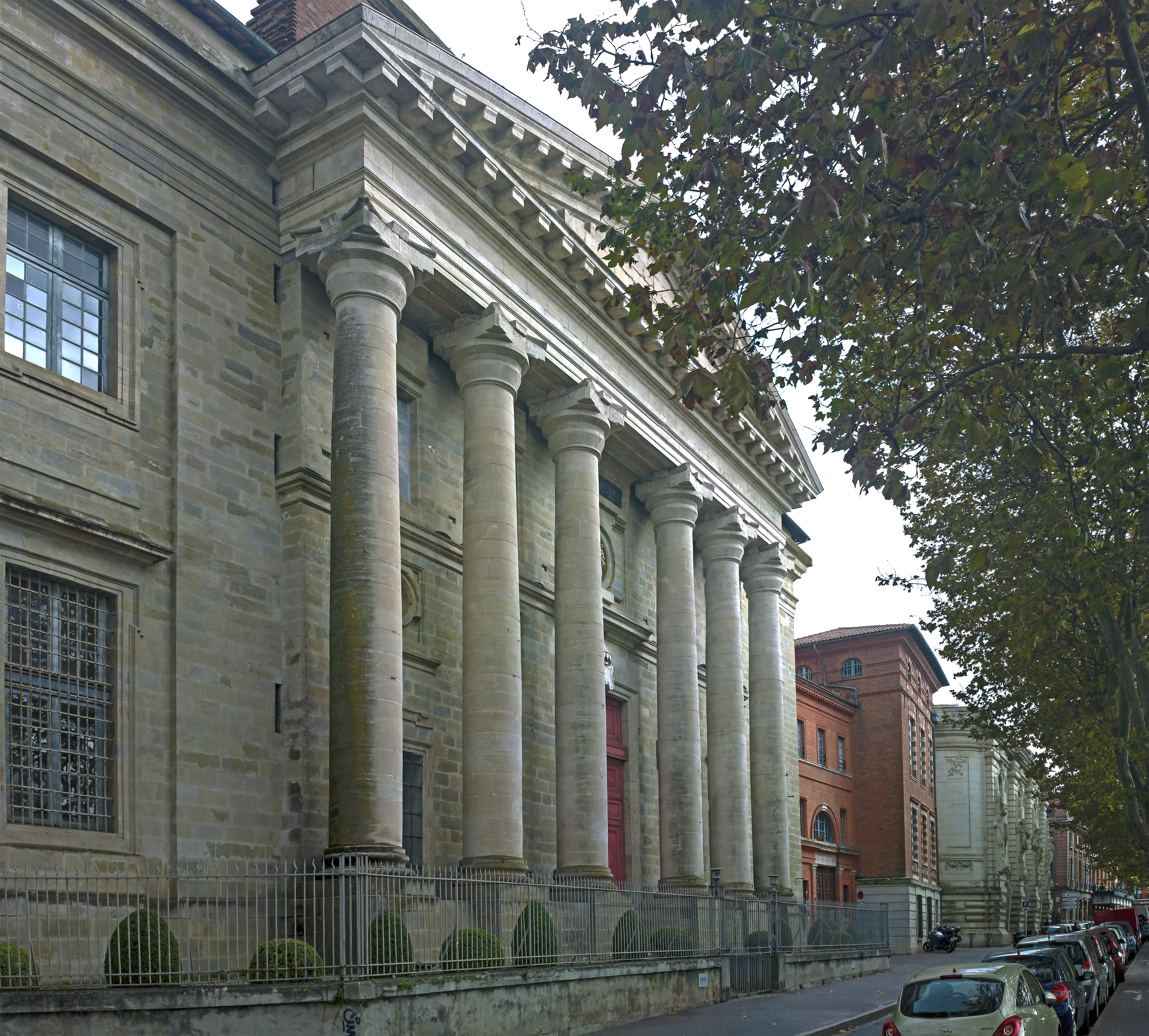
Notre-Dame de la Daurade
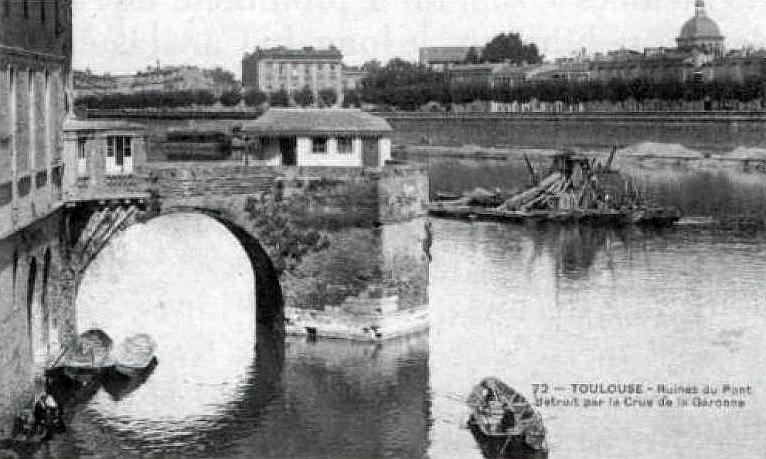
Restes du Pont couvert de la Daurade, construit de 1141 à 1179 (encore visibles, depuis le Pont Neuf)